# 아디스아바바 대학교
아디스아바바 대학교(암하라어: አዲስ አበባ ዩኒቨርሲቲ)는 에티오피아의 국립대학이자 가장 규모가 크고 역사가 깊은 교육 시설이다. 총 13곳의 캠퍼스로 이루어져 있으며 그 가운데 12곳이 아디스아바바에 위치해 있고, 나머지 하나는 45km 떨어진 비쇼프투에 존재한다. 에티오피아 제국 시절 하일레 셀라시에 1세에 의해 건립되었으며 1962-1975년까지는 이름도 하일레 셀라시에 1세 대학교였다.